# 島根県道330号江津インター線
島根県道330号江津インター線（しまねけんどう330ごう ごうつインターせん）は、島根県江津市を通る一般県道である。

## 概要
国道9号江津道路および山陰自動車道（山陰道江津道路）江津ICから国道9号に至る。
本路線の路線名称は認定当時（1995年（平成7年）4月4日、島根県告示第341号による）は嘉久志インター線だったが、山陰自動車道（山陰道江津道路）江津IC - 浜田JCT間開通（2003年（平成15年）9月21日）前に正式名称が江津インターチェンジになったことから2003年（平成15年）9月19日、島根県告示第788号で現行名称に変更された（県道番号の変更はなし）。

### 路線データ
- 起点：江津市嘉久志町（山陰自動車道 江津IC、国道9号江津道路交点）
- 終点：江津市嘉久志町（嘉久志町交差点、国道9号交点）

## 歴史
- 1995年（平成7年）4月4日 - 島根県告示第341号により嘉久志インター線として路線認定。
- 2003年（平成15年）9月19日 - 島根県告示第788号で現行名称に変更。

## 地理

### 通過する自治体
- 江津市

### 交差する道路
| 交差する道路                                        | 交差する場所 | 交差する場所          |
| --------------------------------------------------- | ------------ | --------------------- |
| E9 山陰自動車道 / 山陰道江津道路 国道9号 / 江津道路 | 嘉久志町     | 江津IC / 起点         |
| 国道9号 国道186号 重複                              | 嘉久志町     | 嘉久志町交差点 / 終点 |

### 沿線
- 江津中央公園
- 江津市立高角小学校